# Seyhan
Der Seyhan ist ein Fluss im Süden der Türkei, der in das Mittelmeer mündet. Der Seyhan hieß in der Antike Saros (latinisiert Sarus).

## Ursprung, Verlauf und Nutzung
Der 208 Kilometer lange Seyhan besitzt zwei Quellflüsse: den kürzeren linken Quellfluss Göksu, der im Tahtalı-Gebirge (Provinz Kayseri, Kreis Pınarbaşı) entspringt, und den längeren 308 km langen Zamantı, der im mittleren Taurusgebirge im Norden des Tahtalı-Gebirges im Süden der Provinz Sivas, im Provinzkreis Altinyayla, in der 1500 Meter hohen Uzunyayla-Hochebene entspringt. Nördlich von Adana vereinigen sich beide Quellflüsse im Stausee Seyhan Barajı. Von dort fließt der Seyhan durch Stadt und Provinz Adana, wo er etwa 20 Kilometer südlich der antiken Stadt Tarsus in das Mittelmeer mündet.
Die Wassermenge des Flusses schwankt im Jahresverlauf sehr stark. Der Seyhan kann im Winter und Frühling sintflutartig ganze Landstriche überschwemmen, aber auch im Sommer große Gebiete vertrocknen lassen. Um dieses Problem von zu viel Wasser in kühleren und zu wenig Wasser in trockeneren Jahreszeiten in den Griff zu bekommen, wurden mehrere Stauseen am Seyhan gebaut.
Der Fluss fließt mitten durch die Großstadt Adana und unterteilt sie in die Bezirke Seyhan und Yüreğir. Hier wird er von einer Steinbrücke (Taşköprü) überspannt, die unter dem römischen Kaiser Hadrian errichtet wurde und als die älteste noch benutzte Brücke der Welt gilt. Außerdem ist der Fluss Wasserlieferant für die fruchtbare Çukurova-Tiefebene (Seyhan-Ceyhan-Flussdelta) im Süden der Türkei. Das Wasser von Seyhan und Ceyhan ist für die Çukurova-Tiefebene sehr wichtig, da sich dort neben den Anbaugebieten zahlreicher Agrarprodukte auch das wasserintensive, wichtigste Baumwollanbaugebiet der Türkei befindet.

## Politische und außenwirtschaftliche Bedeutung
Seit 1986 und verstärkt in den neunziger Jahren gab es Gespräche zwischen der Türkei und Israel sowie Saudi-Arabien und Jordanien über ein Projekt, das Wasser vom Seyhan und Ceyhan aus dem Çukurova-Delta in die jeweiligen Länder mit Pipelines durch das Mittelmeer umzuleiten oder mit Tankern zu transportieren. Dadurch sollte die Wasserknappheit vor allem von Israel und Jordanien gelöst werden.
Der Name des Projekts sollte „Friedenswasser“ (türkisch: Barış Suyu) lauten. Die Idee wurde nicht verwirklicht, einerseits weil der von der Türkei verlangte Preis von 0,80–1,00 US$ pro m³ des „Friedenswassers“ für die Länder zu hoch war und andererseits die Machbarkeit des Projekts bezweifelt wurde. Saudi-Arabien war beispielsweise der Meinung, Wasser aus energieintensiven Meerwasserentsalzungsanlagen sei preiswerter als das türkische „Friedenswasser“. Auch politische Hindernisse ließen das Projekt im Sande verlaufen. Seit Anfang 2006 gab es wieder Gespräche – in erster Linie mit Israel –, um das „Projekt Friedenswasser“ wieder aufzunehmen.